# Luiz Fernando Pongelupe Machado
Luiz Fernando Pongelupe Machado, mais conhecido como Luiz Fernando (São Paulo, 20 de fevereiro de 1988) é um futebolista brasileiro que atua como goleiro. Atualmente joga no XV de Piracicaba.

## Biografia

### Red Bull Brasil
Foi revelado nas categorias de base do Corinthians, por onde atuou por 12 anos e foi onde se profissionalizou em 2006 .  Em 2008 após não ter oportunidades  na equipe principal do S.C Corinthians Paulista foi por empréstimo para o Red Bull Brasil. Nessa equipe conquistou o Campeonato Paulista da Segunda Divisão em 2009 e o Campeonato Paulista Série A3 em 2010. Foi também vice-campeão da Copa Paulista 2010. Segundo o site oficial do Red Bull Brasil, é o jogador que mais vezes jogou pelo clube. Com 116 partidas .

### Boa Esporte
Foi anunciado como novo reforco do Boa Esporte Clube para disputar a Série B do Campeonato Brasileiro em 2011. No seu novo clube conquistou o Campeonato Mineiro de Futebol do Módulo II de 2011. Participou de toda campanha na Serie B , atuando em 12 partidas como goleiro Titular .

### Retorno ao Red Bull Brasil
Em 2012, retornou ao Red Bull Brasil. Ajudou a equipe a obter o vice-campeonato do Campeonato Paulista da Série A2 de 2014.

### Doxa FC - Chipre
Após conquistar o acesso á Primeira Divisão do Campeonato Paulista com a equipe do Red Bull Brasil em 2015 , e se tornar o único atleta a participar de todos os acessos da equipe e sendo o atleta que mais vezes vestiu a camisa da Red Bull Brasil , recebeu uma proposta da equipe Doxa FC do Chipre .  Atuou no Chipe por 6 meses .

### Yangon United - Myanmar
Em 2015 assinou contrato com o Yangon United F.C , disputando a MNL ( Myanmar National League).[carece de fontes?]. Onde realizou 24 partidas em 2015 , culminando com o Titulo de Campeão da MNL ( Myanmar National League) . https://www.futebolinterior.com.br/futebol/4/noticias/2015-10/Ex-goleiro-do-Red-Bull-Brasil-conquista-titulo-nacional-na-Asia
Em 2016 renovou o contrato com o Yangon United , disputando 33 partidas ao total na temporada ( 20 pela MNL ( Myanmar National League ) culminando no Vice-Campeonato da Liga .
6 partidas pela AFC Cup ( Group Stage)
1 partida pela AFC Champions League ( PlayOffs)
Foi Convocado em 2016 para a Seleção de Estrangeiros de Myanmar . Jogo realizado contra a Myanmar National Team . Resultado 1x1 .

### Democrata-MG
No início de 2017 o Muralha (apelido carinhosamente dado pelos torcedores do Red Bull Brasil) fechou contrato com o Democrata, de Minas Gerais, para a disputa do Campeonato Mineiro 2017.

## Títulos
Yangon United
- Campeonato Birmanês: 2015[6]

Red Bull Brasil
- Campeonato Paulista Série A3: 2010
- Campeonato Paulista da Segunda Divisão: 2009

Boa Esporte
- Campeonato Mineiro do Módulo II: 2011

## Campanhas de destaque
Red Bull Brasil
- Copa Paulista: 2º lugar - 2010
- Campeonato Paulista Série A2: 2º lugar -2014